# شهداب

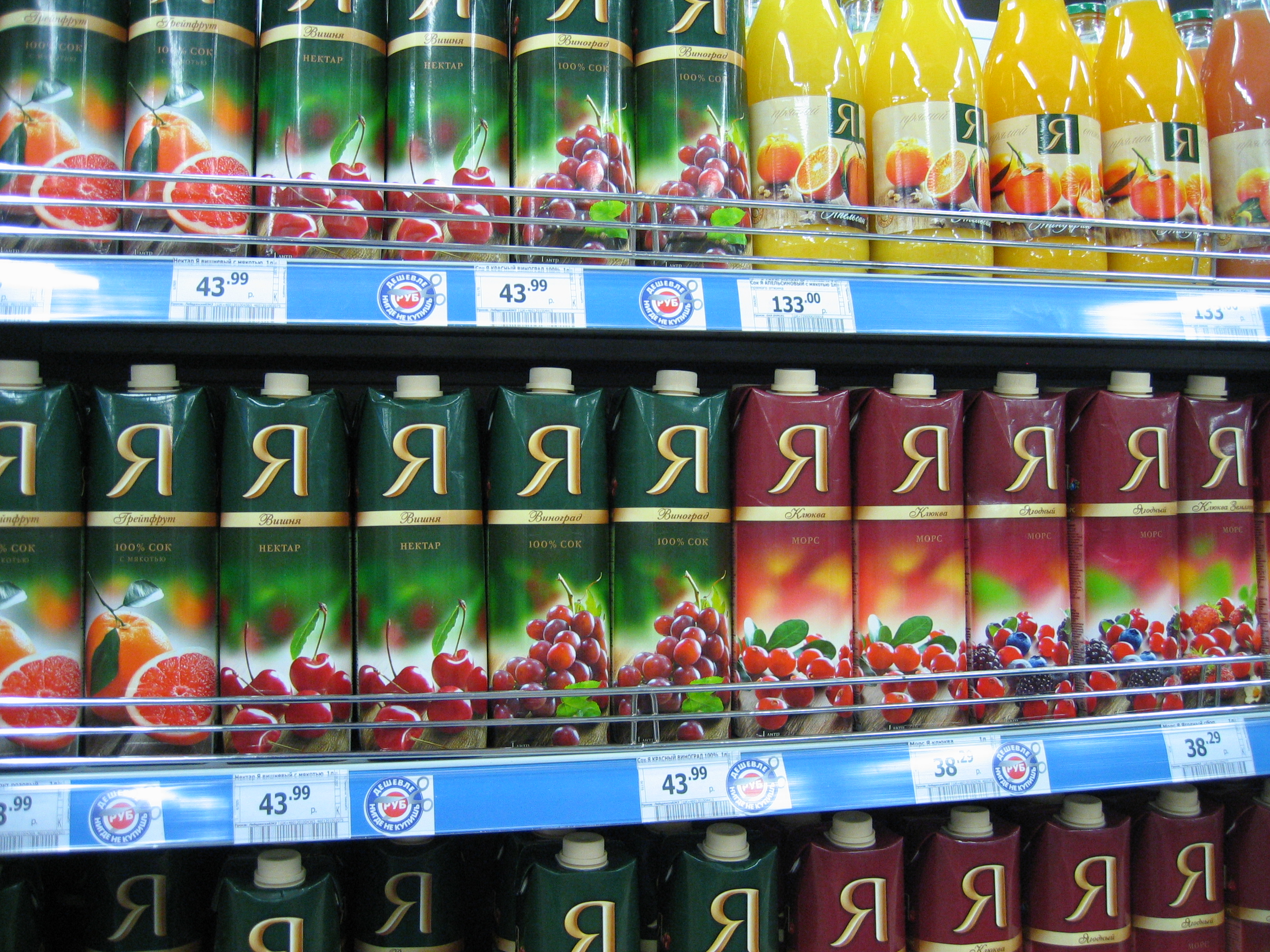
شهداب

شهداب یا نکتار نوعی نوشابۀ بدون گاز است که از مخلوط‌کردن گوشت میوه تهیه می‌شود.
در برخی از کشورها صنعت نوشیدنی شهداب را از نوشیدنی‌هایی که برچسب «آبمیوه» دارند متمایز می‌کنند. در آمریکا و بریتانیا اصطلاح «آبمیوه» به نوشیدنی‌هایی که ۱۰۰٪ آبمیوهٔ خالص هستند محدود می‌شود، درحالی‌که «شهداب» ممکن است با آب رقیق شود (تا میزانی که در مقررات اجازه داده شده) و علاوه بر آب میوه، حاوی مواد افزودنی‌ای باشد مانند شیرین‌کننده‌های طبیعی و مصنوعی و نگهدارنده.  برعکس آن در نیوزیلند «آبمیوه» به معنای نوشیدنی میوه‌ای شیرین‌شده است و شهداب به آبمیوۀ خالص اشاره دارد.

## منبع‌ها
1. ↑  «شهداب» [علوم و فنّاوری غذا] هم‌ارزِ «نکتار» (به انگلیسی: nectar)؛ منبع: گروه واژه‌گزینی. دفتر ششم. فرهنگ واژه‌های مصوب فرهنگستان. تهران: انتشارات فرهنگستان زبان و ادب فارسی. شابک ۹۷۸-۹۶۴-۷۵۳۱-۸۵-۶ (ذیل سرواژهٔ شهداب)
2. ↑  The Code of Federal Regulations of the United States of America